# Speed Art Museum
L'Speed Art Museum, anomenat The Speed És el museu d'art més antic i més gran de l'estat de Kentucky. Es troba a la ciutat de Louisville, prop del campus Belknap de la Universitat de Louisville. Aquest museu alberga art antic, clàssic i modern. Les seves col·leccions se centren en l'art occidental, des de l'antiguitat fins als nostres dies : quadres dels Països Baixos, França i Itàlia, així com obres d'art contemporani.

## Història
El museu, construït per Arthur Loomis d'estil neoclàssic, va obrir el 1927. Loomis ja era coneguda a Louisville pels seus monuments, com la Medical School. L'edifici original es va dissenyar amb una sòbria façana de pedra calcària.
Aquest museu va rebre el nom de James Breckenridge Speed}- un destacat home de negocis de Louisville, col·leccionista d'art i filantrop. La seva dona Hattie Bishop Speed va crear el fons de dotació, per finançar el museu. Va especificar que l'entrada sempre hauria de ser gratuïta. Del 2012 al 2016, el museu va ser renovat i ampliat per l'arquitecte Kulapat Yantrasast. El Speed Art Museum, amb una donació de 60 milions de dòlars, va crear espai per a importants exposicions especials, noves galeries d'art contemporani, un centre de benvinguda per a l'educació familiar, un teatre de 150 places, una cafeteria, una boutique i un pavelló multifuncional, per a espectacles, conferències i entreteniment
L'entrada sempre és gratuïta, tot i que està ben vist oferir una donació de quatre dòlars. El museu acull al voltant de 180.000 visitants cada any.

## Col·leccions
La col·lecció permanent del museu inclou 12.000 obres d'art.

### Pintors i escultors europeus
- Giambattista Pittoni
- Rembrandt
- Peter Paul Rubens
- Claude Monet
- James Tissot
- Jacob van Ruisdael
- Gustave Courbet
- Auguste Rodin
- Thomas Gainsborough

### Modernisme
- Constantin Brâncuși
- Marc Chagall
- Pablo Picasso
- Jean Arp
- Jean Dubuffet
- Paul Cézanne
- Henri Matisse
- Paul Klee

### Pintors i escultors nord-americans
- Benjamin West
- James Peale
- Enid Yandell
- Elihu Vedder
- John Singer Sargent
- Mary Cassatt
- Edward Redfield
- Childe Hassam
- Hiram Powers
- Franklin Simmons
- Randolph Rogers
- Thomas Ball
- Augustus Saint-Gaudens
- George Grey Barnard
- Paul Manship
- George Randolph Barse

### Art Contemporani
- James Brooks
- John Chamberlain
- Nicole Chesney
- Chuck Close
- Sam Gilliam
- Sol LeWitt
- Alice Neel
- Yinka Shonibare
- Frank Stella
- Richard Tuttle

## Galeria

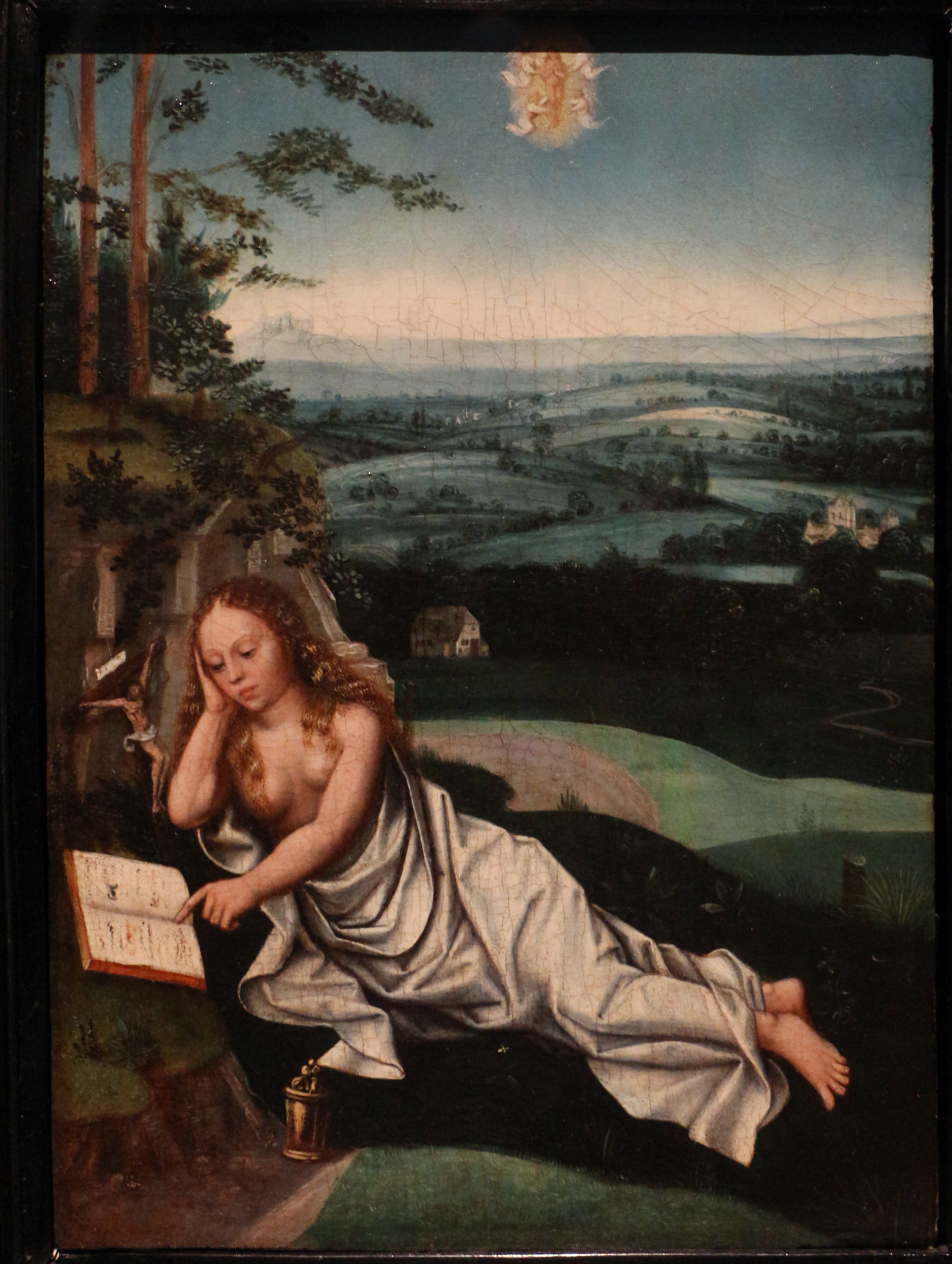
Adriaen Isenbrandt, Marie de Magdala, 1520 ca.
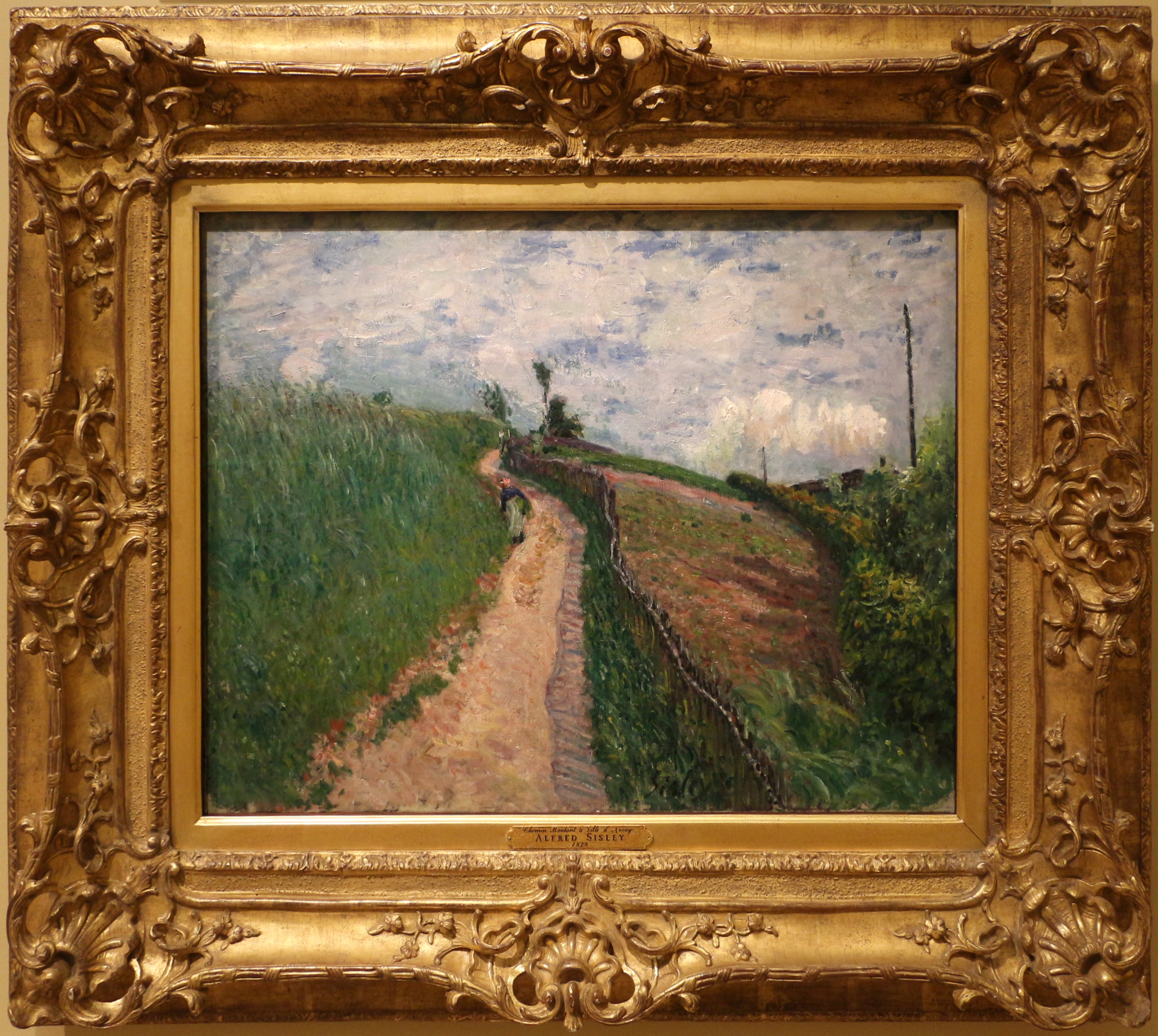
Alfred Sisley, Hill Path, 1879
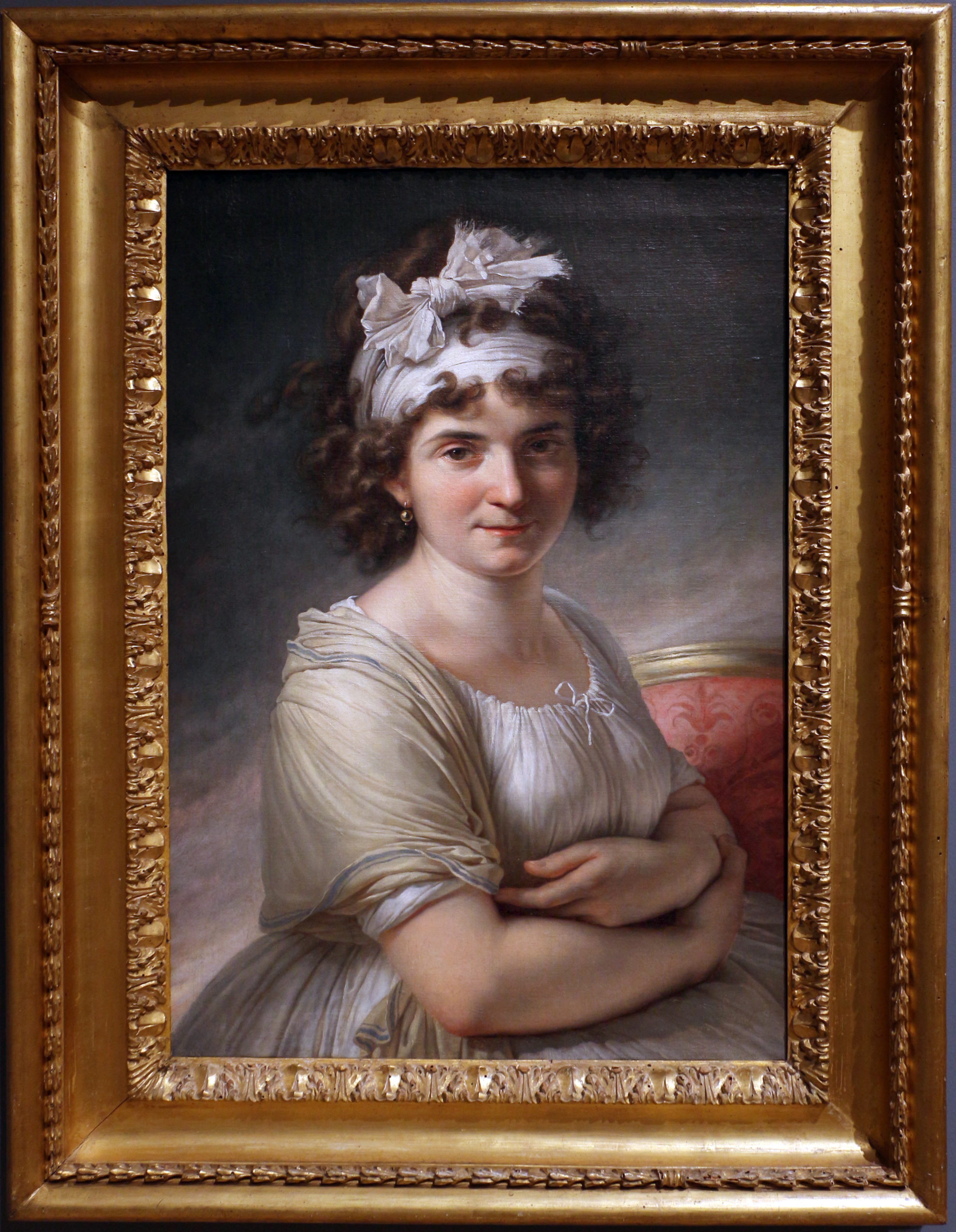
Antoine-Jean Gros, Portrai de Celeste Coltellini, Madame Meuricoffre, 1790 ca.
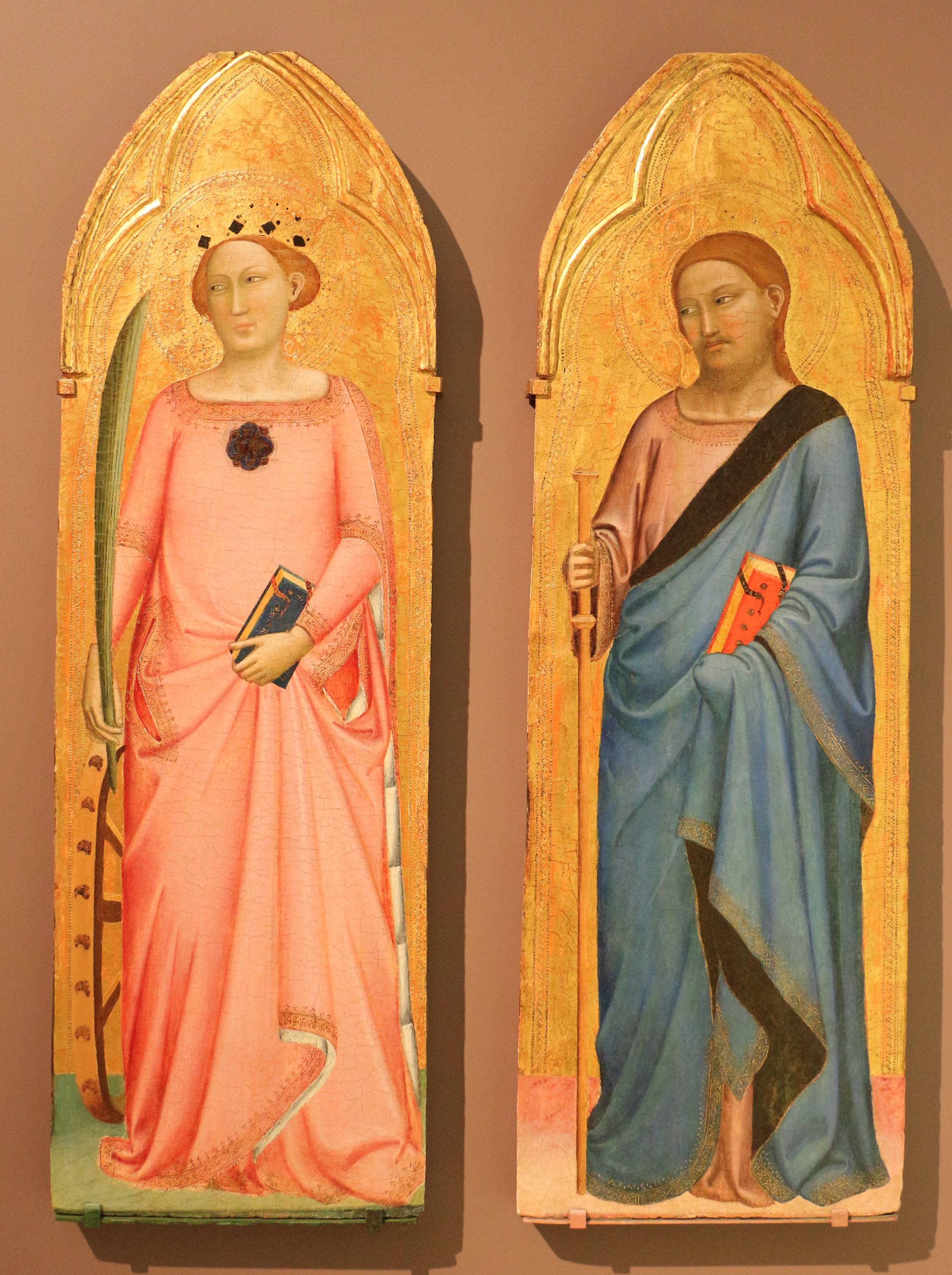
Bernardo Daddi, Caterina d'Alexandria i Jacopo Maggiore, 1345 ca.
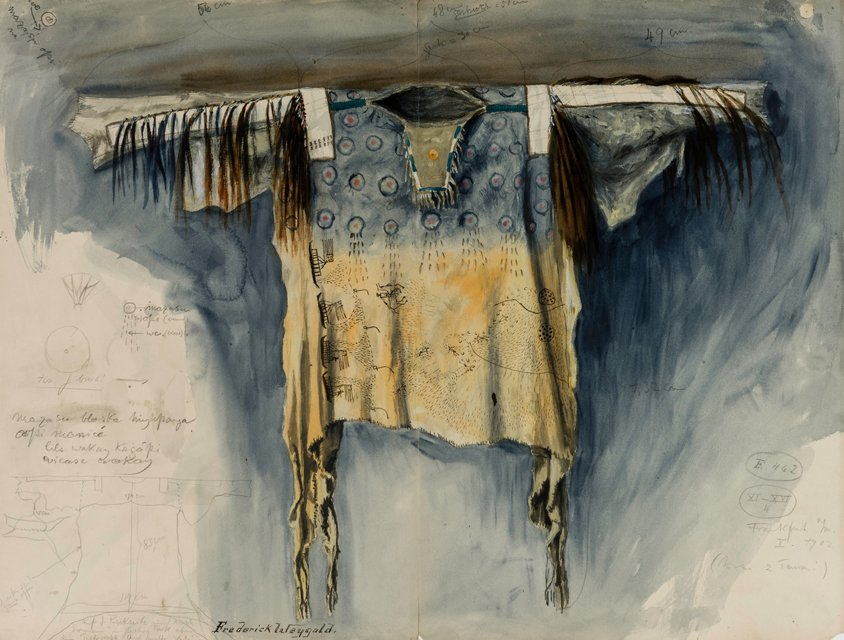
Frederick Weygold, Camisa pictogràfica pintada, 1902, aquarel·la
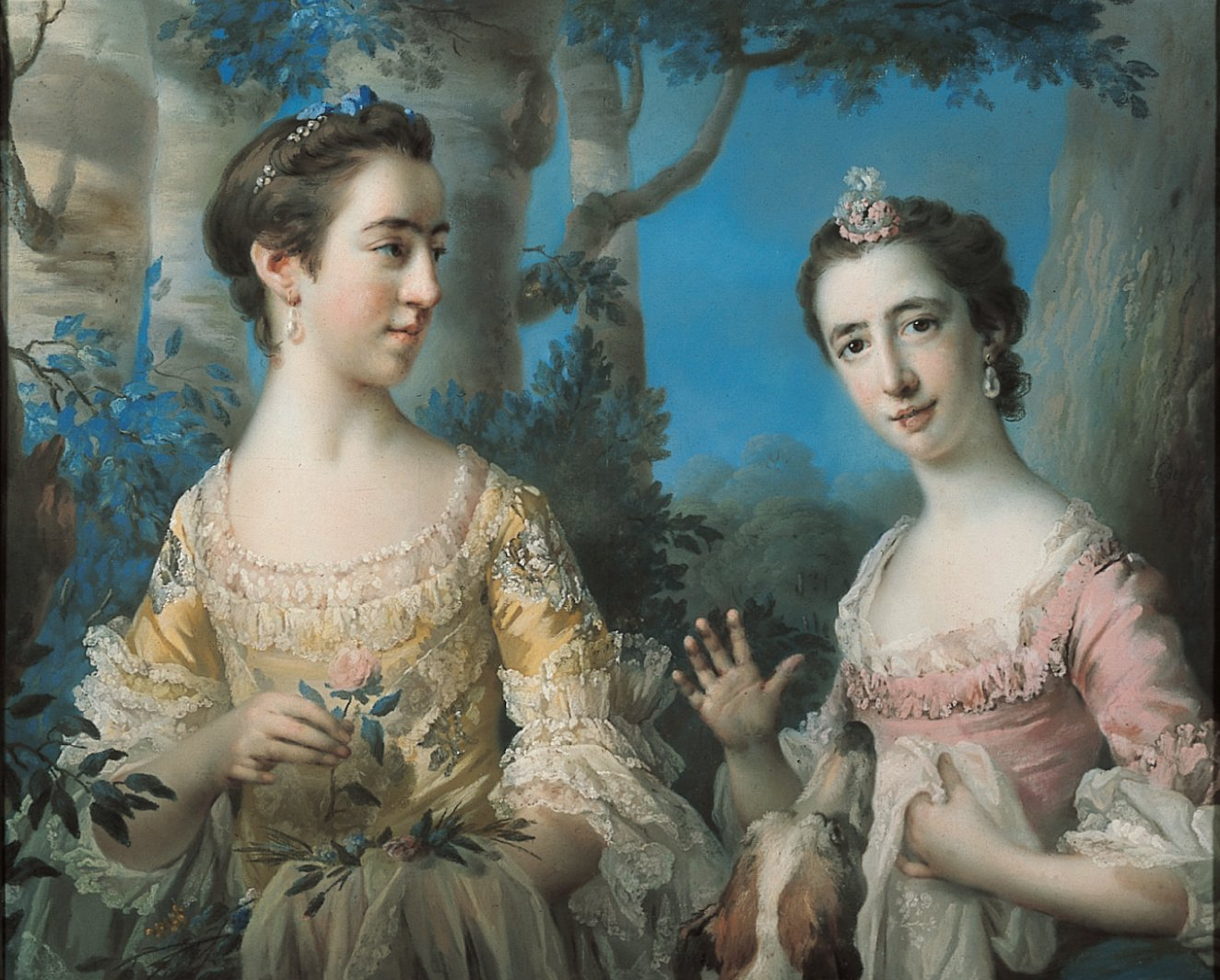
Francis Cotes, Doble retrat, pastel
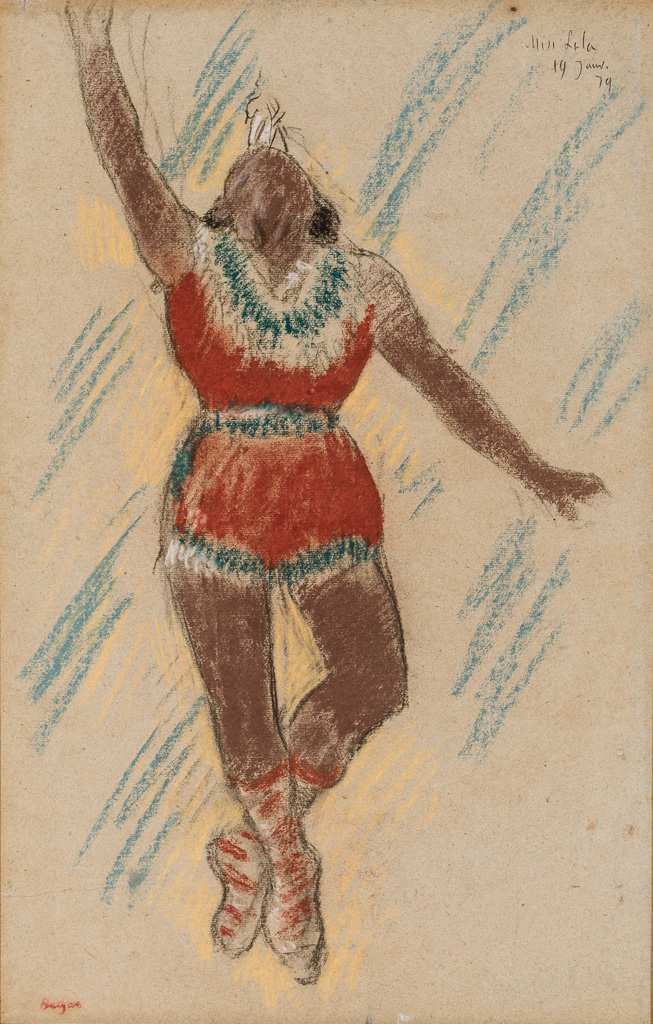
Degas, Estudi de la senyoreta La La al circ Fernando, 1879
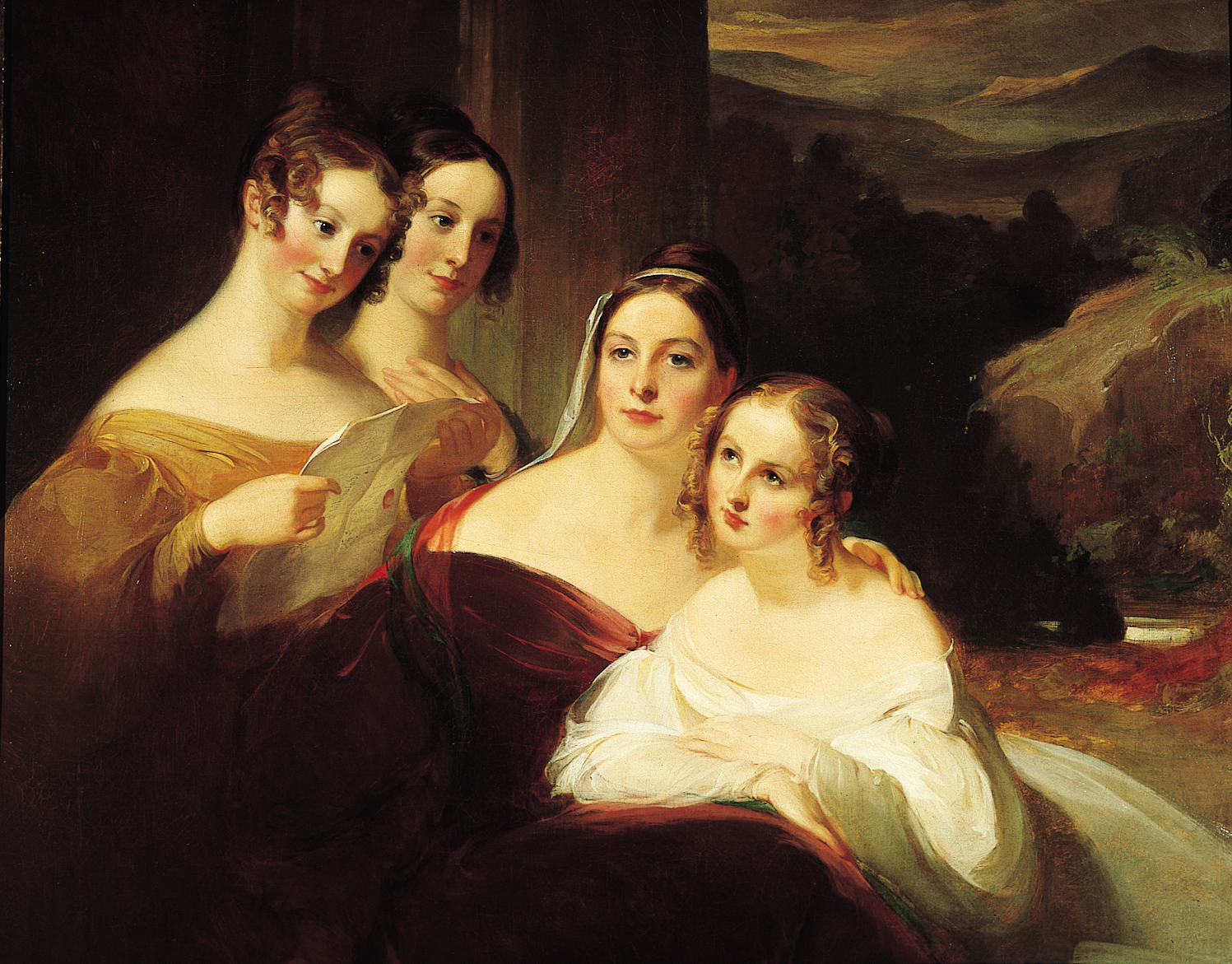
Thomas Sully, The Walsh Sisters
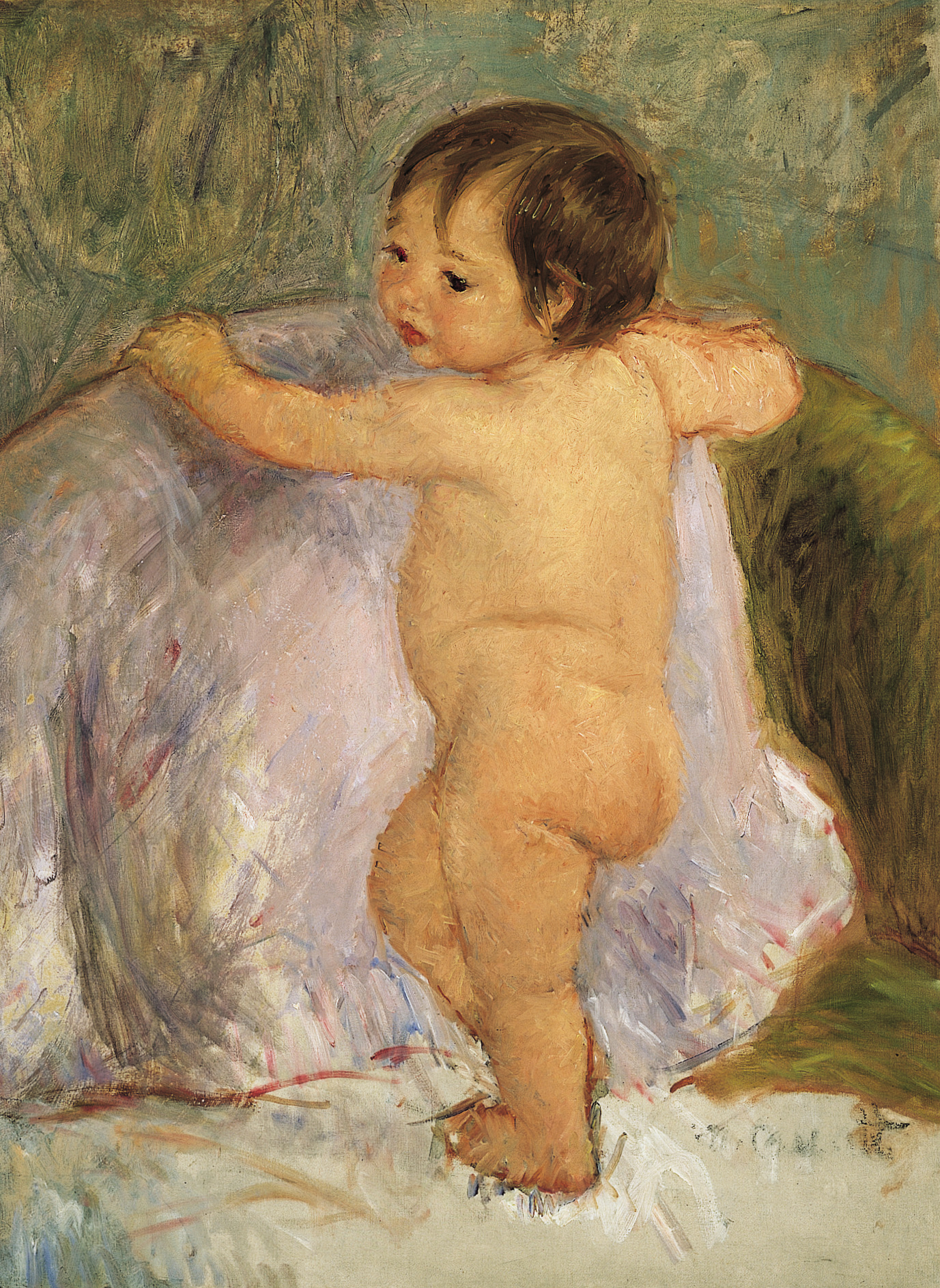
Mary Cassatt, El nen
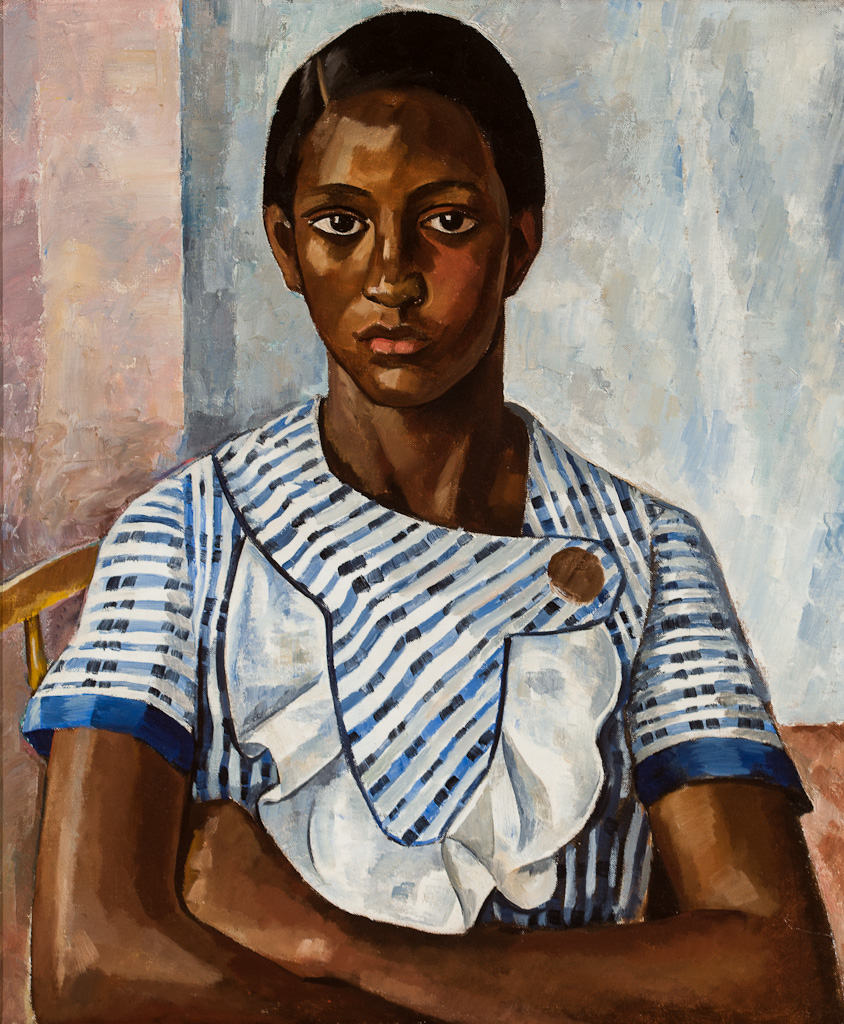
Edward Franklin Fisk, Retrat de Mary Daniel
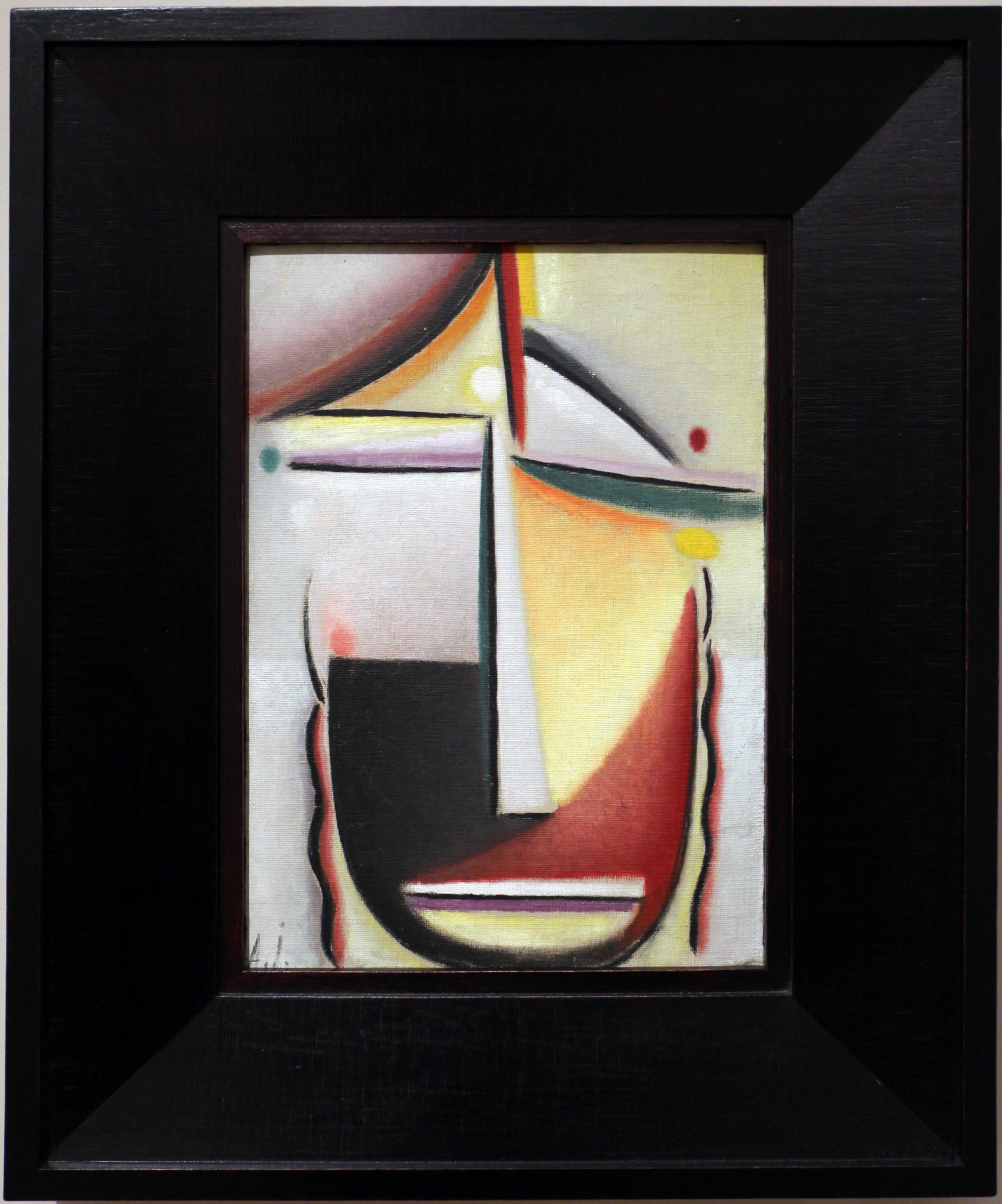
Alexei Jawlensky, Testa astratta, autunno e morente, 1923